# Mutford
Mutford è un piccolo villaggio e parrocchia civile della contea del Suffolk, in Inghilterra.
La chiesa di Mutford St. Andrew è una delle 38 chiese del Suffolk con un campanile a pianta circolare.
Sir Stanley Rous, arbitro di calcio e dirigente sportivo, poi presidente della FIFA, nacque a Mutford nel 1895.